# Battaglia di Tolone (1744)
La battaglia di Tolone del 1744 (bataille de Cap Sicié per i francesi, batalla de Tolón per gli spagnoli) fu una battaglia navale svoltasi al largo di Tolone nei giorni 11 e 12 febbraio 1744 nell'ambito della guerra di successione austriaca e vide lo scontro fra la flotta spagnola e francese, da una parte, e quella inglese, dall'altra. La battaglia terminò con la vittoria delle flotte alleate, spagnola e francese, ed il ritiro della flotta inglese a Minorca.

## Antefatto
Lo scoppio della guerra contro la Spagna e l'incombente minaccia dell'entrata in guerra a suo fianco della Francia durante i primi stadi della guerra di successione austriaca, fecero sì che Thomas Mathews rientrasse in servizio attivo dopo sette anni di effettiva quiescenza. Il rientro avvenne con il grado di viceammiraglio il 13 marzo 1741.
 Gli venne affidato il comando della flotta del Mediterraneo e la carica di ministro plenipotenziario presso Carlo Emanuele III di Savoia, re di Sardegna, e presso altre corti. Il suo vice comandante era il contrammiraglio Richard Lestock, che egli aveva conosciuto in passato e con il quale non andava d'accordo, tanto che ne chiese la sostituzione, ma l'ammiragliato inglese gliela negò.
Nel 1742 Mathews mandò un piccolo squadrone a Napoli per convincere Carlo I di Napoli e Sicilia, che diverrà poi re di Spagna, a rimanere neutrale. Lo squadrone era comandato da William Martin, che non volle impegnarsi in negoziati con il re di Napoli e Sicilia, schierando le sue navi di fronte al porto di Napoli a tiro di cannone e dando al re mezz'ora per una risposta: i napoletani furono così costretti ad accettare la proposta inglese di neutralità.
Nel 1742 uno squadrone di galee spagnole, che si era rifugiato nella baia di Saint-Tropez, fu distrutto dalle navi della flotta di Mathews, mentre un altro squadrone spagnolo si era rifugiato nel porto di Tolone, avvistato dalla flotta inglese da Hyères.
Il 10 febbraio 1744 gli spagnoli presero il mare insieme ad una flotta francese. Mathews seguì e lo scontro ebbe luogo tra l'11 e il 12 febbraio.

## La battaglia

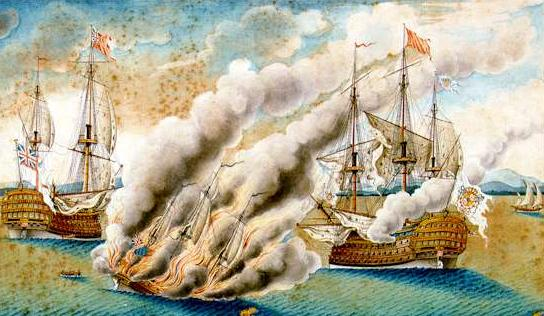
La HMS Namur, a sinistra, durante la battaglia di Tolone

Le flotte erano state sparpagliate dal vento leggere quando si avvistarono e, appena iniziarono ad assumere le loro formazioni di combattimento, Mathews inviò ai suoi i segnali per formare la linea di battaglia. La linea non era ancora stata completata quando scese la notte, per cui Mathews issò i segnali ordinando alla flotta di fermarsi, intendendo che le sue navi avrebbero terminato per prime l'allineamento in formazione. Gli squadroni del centro e le navi dell'avanguardia operarono di conseguenza, ma Lestock, che comandava la retroguardia, si fermò senza disporsi in formazione. Al sorgere del giorno successivo, la retroguardia britannica si trovava ad una considerevole distanza dal centro. Mathews inviò segnali a Lestock, affinché aumentasse la sua velatura, riluttante ad impegnarsi in combattimento con le sue navi così disorganizzate, ma la lentezza di Lestock nel rispondere, provocò il disimpegno della flotta franco-spagnola, che si diresse verso sud. Temendo che il nemico intendesse sfuggirgli per passare lo stretto di Gibilterra e unirsi alle forze navali francesi raccoltesi a Brest per una progettata invasione dell'Inghilterra, Mathews ritenne suo dovere attaccare ed issò il segnale di attacco sulla sua nave ammiraglia, la HMS Namur e all'una lasciò la linea di formazione per attaccare la retroguardia spagnola, seguito dalla Marlborough, al comando del capitano di vascello James Cornewall. Così operando, il segnale di formare la linea di battaglia rimase issato ed i due segnali contemporaneamente insieme crearono confusione, benché un certo numero di comandanti britannici, tra i quali il capitano di vascello Edward Hawke, seguissero l'esempio di Mathews. In forte inferiorità numerica e privi di sostegno, con gli altri comandanti o troppo incerti o, nel caso di Lestock, probabilmente lieti di vedere Mathews in difficoltà e non volendo aiutarlo, le Namur e Marlborough, riuscirono ad ingaggiare battaglia con le navi nemiche che avevano di fronte, ma subirono considerevoli danni. Nella retroguardia cinque navi spagnole seguirono a qualche distanza a causa della bassa velocità delle due avanti: le Brillante, San Fernando, Halcon, Soberbio e Santa Isabel.
Ci furono alcuni scambi di cannonate fra queste e le prime navi della retroguardia britannica. Gran parte delle navi della retroguardia di Lestock rimasero inattive durante la battaglia. Il grosso del combattimento avvenne intorno alla Real Felipe, la nave ammiraglia di Navarro. La Marlborough attraversò volutamente la linea delle navi spagnole, ma subì gravi danni, al punto che si ritenne fosse sul punto di affondare. La Hercules, dietro la Real Felipe, respinse vigorosamente tre navi britanniche, mentre la Constante, che precedeva immediatamente la nave ammiraglia, respinse l'attacco di una nave britannica in linea, che venne tosto rimpiazzata da altre due, con le quali la nave spagnola continuò a combattere per quasi tre ore. Verso le ore 5 le navi francesi giunsero in aiuto di quelle spagnole, manovra che da alcuni comandanti britannici fu interpretata come un tentativo di aggiramento della linea di combattimento britannica.
Senza ordini da parte di Mathews e priva di ordini chiari e di una struttura di comando, la linea britannica si ruppe ed iniziò la fuga verso nord-ovest. Gli spagnoli, ancora sulla difensiva, erano riluttanti a catturare la Marlborough, ormai priva di difese, sebbene essi avessero recuperato la Poder, che in precedenza si era arresa agli inglesi. La flotta franco spagnola riprese quindi la sua rotta verso sud ovest, e solo il 12 febbraio la flotta britannica riuscì a raggrupparsi ed a riprendere l'inseguimento. Essa impegnò nuovamente la flotta nemica, che era rallentata dalle navi danneggiate, e la non più manovrabile Poder fu abbandonata e affondata dai francesi. Ora la flotta britannica era nuovamente a poche miglia dal nemico, ma Mathews segnalò ancora alla sua flotta di fermarsi. Il giorno seguente la flotta franco spagnola era già quasi fuori dalla vista e Mathews tornò ad Hyères, per poi di lì far vela per port Mahon, sull'isola di Minorca, ove giunse verso la fine del mese.

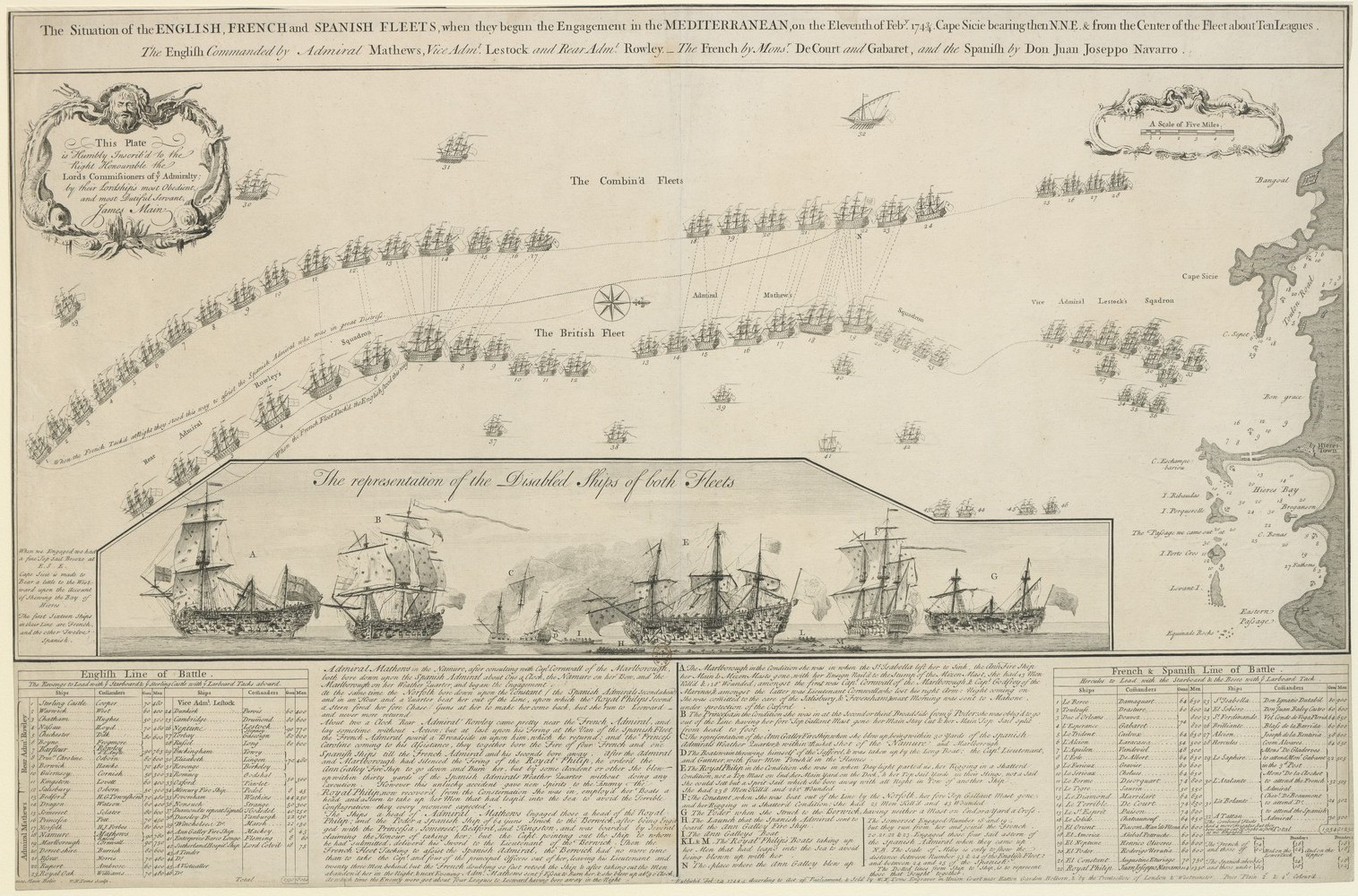
Battaglia di Tolone

## Inchiesta e dimissioni
Il fallimento della flotta britannica nell'intraprendere un'azione decisiva contro un nemico così inferiore di numero ebbe conseguenze significative. La flotta nemica fu in grado di sbarcare truppe e rifornimenti all'esercito spagnolo che combatteva in Italia, spostando l'andamento della guerra a loro favore. Il fatto fu ampiamente dibattuto in Gran Bretagna e la Camera dei Comuni di Gran Bretagna chiese al re Giorgio II di aprire una pubblica inchiesta: una dozzina di comandanti furono processati da una corte marziale e degradati. Lestock fu processato, ma riuscì a dar la colpa a Mathews e con l'appoggio di potenti sostenitori nel governo, venne assolto e gli fu affidato un ulteriore incarico. Mathews fu processato dalla corte marziale nel 1746, con l'accusa di aver condotto la flotta in combattimento in modo disorganizzato e di aver inseguito il nemico senza attaccarlo, pur in condizioni a lui favorevoli. In sua difesa fu mostrato che la sua condotta in combattimento era stata encomiabile, ma nel giugno del 1747 la corte dichiarò che le accuse erano state provate e Mathews fu licenziato dal servizio.
La corte marziale era stata ostacolata da interferenze da parte di politici e civili, così che nel 1749 il Parlamento emendò la legge marziale del 1661 per rafforzare l'autonomia della corte navale.
Questi avvenimenti furono seguiti dalla dichiarazione di guerra della Francia contro la Gran Bretagna e contro l'Elettorato di Hannover; in maggio la Francia dichiarò guerra anche al Sacro Romano Impero di Maria Teresa d'Austria ed invase i Paesi Bassi.
L'ammiraglio spagnolo Juan José Navarro fu creato "Marchese della Vittoria" per il suo comportamento in battaglia.

## Ordine di combattimento
L'ordine di combattimento, oltre a 4 fregate e a 4 cannoniere, era composto da:
| Boreé            | Terza classe  | 64  | Comandante Marqueu                                          |                                                              |
| Toulouse         | Quarta classe | 60  | Comandante Dárton                                           |                                                              |
| Tigre            | Quarta classe | 50  | Comandante Saurin                                           |                                                              |
| Eole             | Terza classe  | 64  | Comandante D'Alver                                          |                                                              |
| Alcyon           | Quarta classe | 56  | Comandante Lancel                                           |                                                              |
| Duc D'Orléans    | Terza classe  | 68  | Comandante Dornés                                           |                                                              |
| Espoir           | Terza classe  | 74  | Comandante D'Hericourt (Insegna di Gavaret)                 |                                                              |
| Centro           |               |     |                                                             |                                                              |
| Trident          | Terza classe  | 64  | Comandante Caylus                                           |                                                              |
| Heureux          | Quarta classe | 60  | Comandante Gramier                                          |                                                              |
| Achileon         | Quarta classe | 60  | Comandante Vaudevil                                         |                                                              |
| Solide           | Terza classe  | 64  | Comandante Chateauneuf                                      |                                                              |
| Diamant          | Quarta classe | 50  | Comandante Manak                                            |                                                              |
| Ferme            | Terza classe  | 70  | Comandante Gorgues                                          |                                                              |
| Terrible         | Terza classe  | 74  | Vice-ammiraglio De Court Comandante Jonquiere               |                                                              |
| Sancti Espiritus | Terza classe  | 68  | Comandante Poison                                           |                                                              |
| Serieux          | Terza classe  | 64  | Comandante Cahyla                                           |                                                              |
| Retroguardia     |               |     |                                                             |                                                              |
| Oriente          | Quarta classe | 60  | Comandante Joaquín Villena                                  |                                                              |
| América          | Quarta classe | 60  | Comandante Aníbal Petrucci                                  |                                                              |
| Neptuno          | Quarta classe | 60  | Comandante Enrique Olivares †                               |                                                              |
| Poder            | Quarta classe | 60  | Comandante Rodrigo de Urrutia.                              | Catturata dagli inglesi Ricuperata ed affondata dai francesi |
| Constante        | Terza classe  | 70  | Comandante Agustín Iturriaga †                              |                                                              |
| Real Felipe      | Prima classe  | 110 | Ammiraglio Juan José Navarro Comandante Nicolas Geraldino † |                                                              |
| Hércules         | Terza classe  | 64  | Comandante Cosme Álvarez                                    |                                                              |
| Brillante        | Quarta classe | 60  | Comandante don Blas de la Barreda                           |                                                              |
| Alcón            | Quarta classe | 60  | Comandante José Rentería                                    |                                                              |
| San Fernando     | Terza classe  | 64  | Count of Vegaflorida                                        |                                                              |
| Soberbio         | Quarta classe | 50  | Comandante Juan Valdés                                      |                                                              |
| Santa Isabel     | Terza classe  | 80  | Comandante Ignacio Dautevil                                 |                                                              |

| HMS Chatham | Quarta classe  | 50 | Comandante Richard Hughes                                            |                                               |
| HMS Nassau | Terza classe   | 70 | Comandante James Lloyd                                               |                                               |
| HMS Chichester | Terza classe   | 80 | Comandante William Dilkes                                            |                                               |
| HMS Boyne | Terza classe   | 80 | Comandante Rowland Frogmore                                          |                                               |
| HMS Barfleur | Seconda classe | 90 | Contrammiraglio William Rowley (rosso) Comandante Meyrick de L'Angle |                                               |
| HMS Ranelagh | Terza classe   | 80 | Comandante Henry Osborn                                              |                                               |
| HMS Berwick | Terza classe   | 70 | Comandante Edward Hawke                                              |                                               |
| HMS Stirling Castle | Terza classe   | 70 | Comandante Thomas Cooper                                             |                                               |
| HMS Bedford | Terza classe   | 70 | Comandante Hon. George Townshend                                     |                                               |
| HMS Feversham | Quinta classe  | 40 |                                                                      |                                               |
| HMS Winchelsea | Sesta classe   | 20 |                                                                      |                                               |
| Centro |                |    |                                                                      |                                               |
| HMS Dragon | Quarta classe  | 60 | Comandante Charles Watson                                            |                                               |
| HMS Royal Oak | Terza classe   | 70 | Comandante Edmund Williams                                           |                                               |
| HMS Princess | Terza classe   | 70 | Comandante Robert Pett                                               |                                               |
| HMS Somerset | Terza classe   | 80 | Comandante George Slater                                             |                                               |
| HMS Norfolk | Terza classe   | 80 | Comandante Hon. John Forbes                                          |                                               |

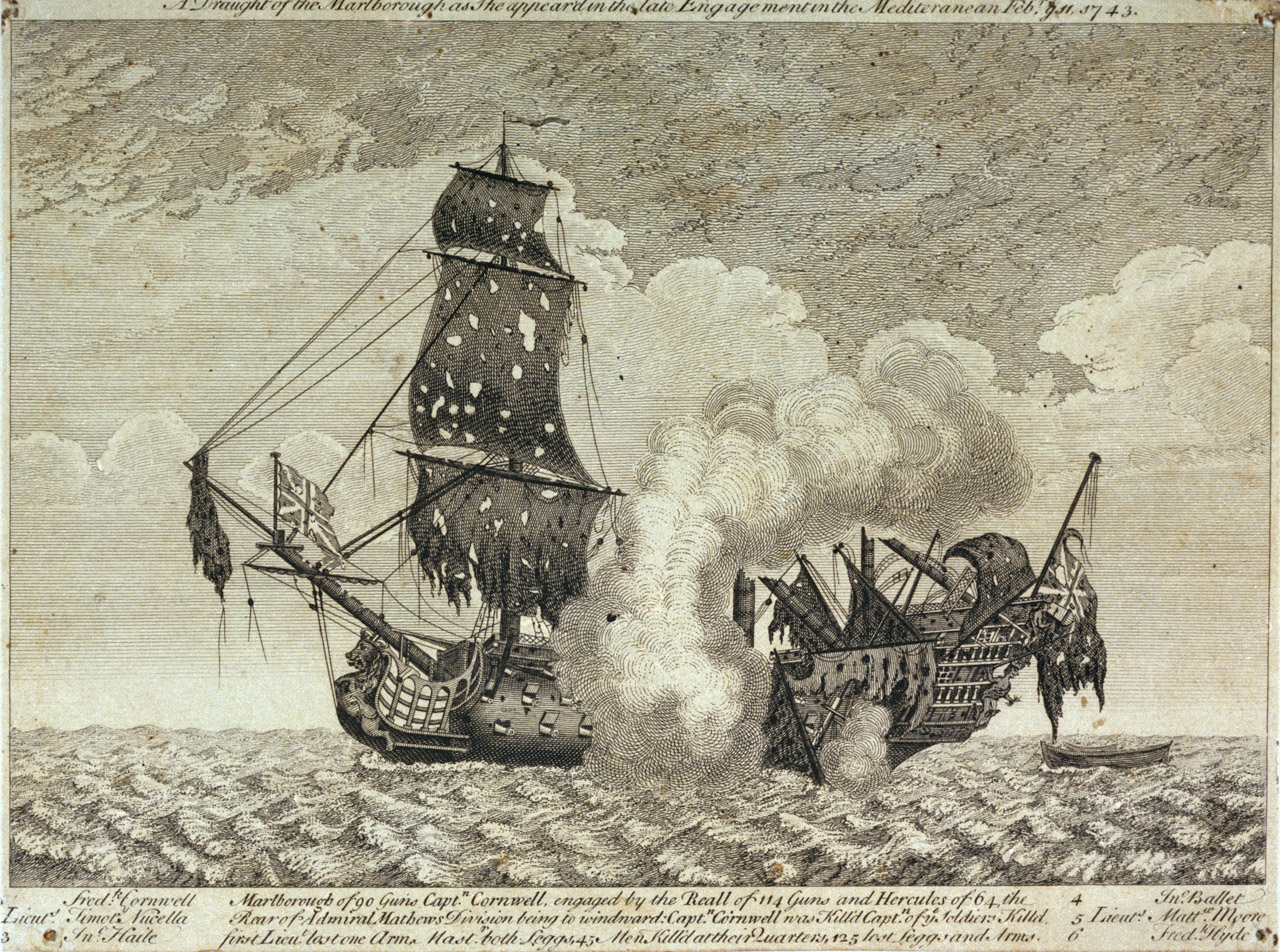
La HMS Marlborough, da 90 cannoni, pesantemente danneggiata dopo la battaglia

| HMSSt Michael | Seconda classe | 90 | Comandante James Cornwall †                                          |                                               |
| HMS Dorsetshire | Terza classe   | 80 | Comandante George Burrish                                            |                                               |
| HMS Essex | Terza classe   | 70 | Comandante Richard Norris                                            |                                               |
| HMS Rupert | Terza classe   | 60 | Comandante John Ambrose                                              |                                               |
| HMS Namur (nave ammiraglia) | Seconda classe | 90 | Ammiraglio Thomas Mathews (blu) Comandante John Russell †            |                                               |
| HMS Dursley Castle | Sesta classe   | 20 |                                                                      |                                               |
| HMS Anne Galley | Cannoniera     | 8  | Comandante Mackay †                                                  | Esplosa a causa di una bordata della Hércules |
| Sutherland | Nave ospedale  | 18 |                                                                      |                                               |
| Retroguardia |                |    |                                                                      |                                               |
| HMS Salisbury | Quarta classe  | 50 | Comandante Peter Osborne                                             |                                               |
| HMS Romney | Quarta classe  | 50 | Comandante Henry Godsalve                                            |                                               |
| HMS Dunkirk | Terza classe   | 60 | Comandante Charles Wager Purvis                                      |                                               |
| HMSS wiftsure | Terza classe   | 70 | Comandante George Berkeley                                           |                                               |
| HMS Cambridge | Terza classe   | 80 | Comandante Charles Drummond                                          |                                               |
| HMS Neptune | Seconda classe | 90 | Vice-Ammiraglio Richard Lestock (bianco) Comandante George Stepney   |                                               |
| HMS Torbay | Terza classe   | 80 | Comandante John Gascoigne                                            |                                               |
| HMS Russell | Terza classe   | 80 | Comandante Robert Long                                               |                                               |
| HMS Buckingham | Terza classe   | 70 | Comandante John Towry                                                |                                               |
| HMS Elizabeth | Terza classe   | 70 | Comandante Joshua Lingen                                             |                                               |
| HMS Kingston | Terza classe   | 60 | Comandante John Lovatt                                               |                                               |
| HMS Oxford | Quarta classe  | 50 | Comandante Harry Powlett                                             |                                               |
| HMS Warwick | Terza classe   | 60 | Comandante Temple West                                               |                                               |
| HMS Mercury | Cannoniera     | 8  |                                                                      |                                               |
| Le informazioni di questa tabella sono tratte da (EN) Battles of the British Navy di Joseph Allen, Vol. I, p. 150. E da (EN) Schomberg, I., Naval Chronology, App. 36, London, 1802 |                |    |                                                                      |                                               |